# Cristina lettowi
Cristina lettowi is een hooiwagen uit de familie echte hooiwagens (Phalangiidae).